# Bélgorod del Dniéster
Bélgorod del Dniéster o Belgorod Dnestrovsk (en ucraniano: Білгород-Дністровський, romanizado: Bílhorod-Dnistrovskyi, lit. 'ciudad blanca del Dniéster') es una ciudad ucraniana perteneciente a la provincia de Odesa. Situada en el extremo suroeste del país, al lado de Rumania y de Moldavia, es el centro administrativo del raión de Bílhorod-Dnistrovski y del municipio (hromada) homónimo.
Antiguamente fue ciudad griega y luego romana a partir de 105 d. C.; en el medioevo fue sucesivamente veneciana y posteriormente genovesa; luego turca desde 1484, rusa desde 1812, y rumana entre 1918 y 1944.

## Toponimia
En todos los idiomas de importancia local, la ciudad se conoce con el nombre de Bélgorod del Dniéster (en ruso: Белгород-Днестровский, romanizado: Bélgorod-Dnestrovski, lit. 'ciudad blanca en el Dniéster'; en búlgaro: Белгород Днестровски), Cetatea Alba (en rumano: Cetatea Albă) o Akkermán (en gagauzo: Акерман). Dnistrovski fue añadido para diferenciarla de Bélgorod, que formaba parte de la Ucrania Libre y en ucraniano tiene un nombre similar.
La localidad ha sufrido muchos cambios de nombres a lo largo de su larga historia. Las formas griegas del nombre de la ciudad fueron Leukópolis (en griego antiguo: Λευκόπολις, lit. 'ciudad blanca'), Asprokastron (en griego antiguo: Ασπρόκαστρον) que viene de Asperon y Maurokastron (en griego antiguo: Μαυρόκαστρον, lit. 'ciudad negro').[cita requerida]  Este último fue modificado al latín (en latín: Maurocastrum/Moncastrum), y más tarde se convirtió al italiano como Moncastro o Maurocastro. 
Desde 1503 hasta 1918 y desde 1940 hasta 1941 fue conocida como Ákkerman (en ruso: Аккерман; en turco: Akkerman, lit. 'piedra blanca'). Entre 1918 y 1944, con un corto receso entre 1940 y 1941, la ciudad fue conocida por su nombre rumano de Cetatea Albă (o alternativamente Bolgrad). Desde 1944, la ciudad se conoce en español por su nombre de Bélgorod del Dniéster.
En otros idiomas de importancia regional o con minorías históricamente presentes aquí, la ciudad se conocía con otros nombres, la gran mayoría significando castillo blanco (en polaco: Białogród nad Dniestrem; en yidis: עיר לבנה‎, romanizado: Ir Levana; en húngaro: Dnyeszterfehérvár; en alemán: Walachisch Weißenburg, aunque también se usaba Akkerman).

## Historia

### Edad Antigua

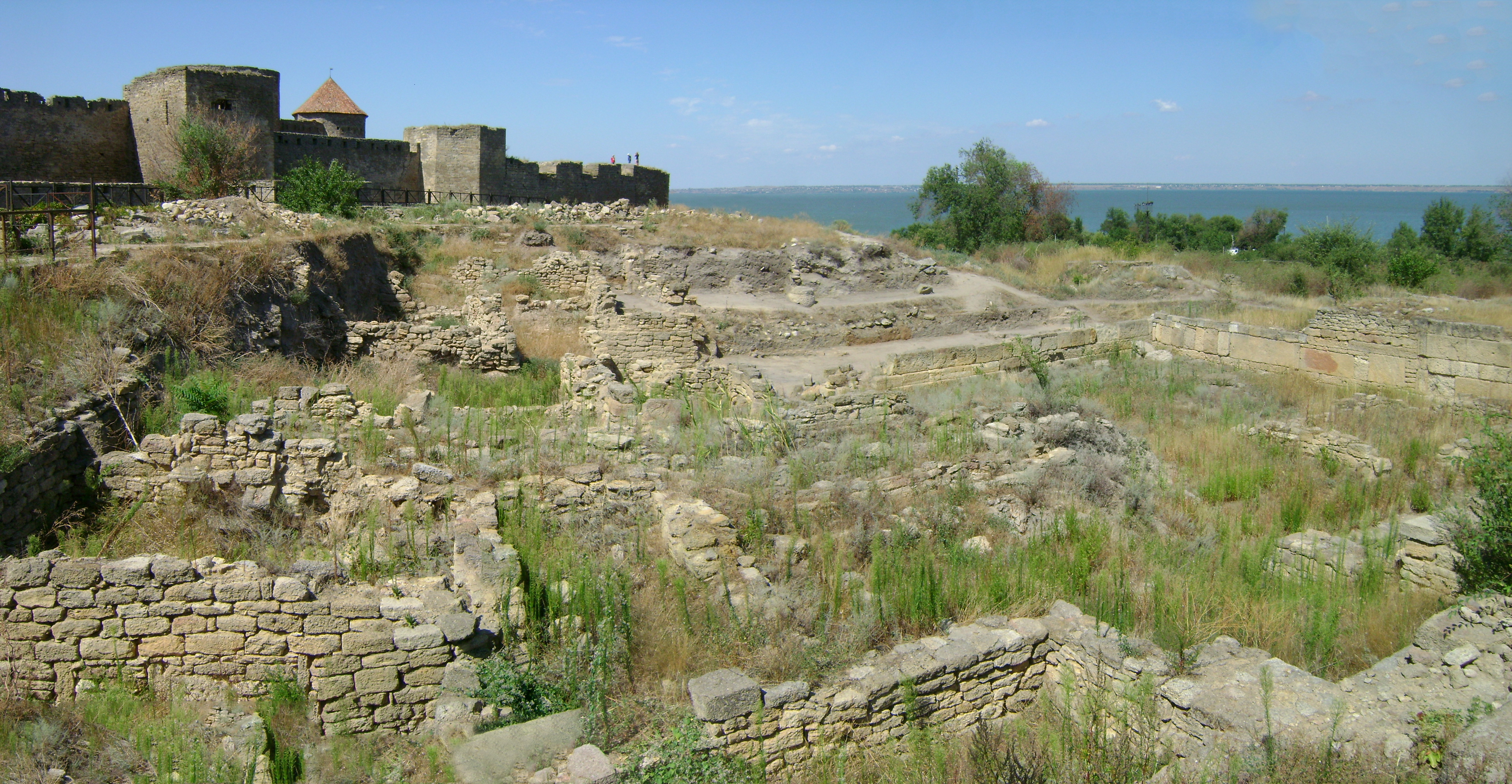
Ruinas de la ciudad griegas de Tiras

En el más remoto pasado conocido, Belgorod Dnestrovskij se llamaba Ofiusa (en griego antiguo: Οφιούσα).  En el siglo VI antes de Cristo, colonos de Mileto fundaron en el mismo sitio un asentamiento llamado Tiras (en griego antiguo: Τύρας), que más tarde pasaría a manos romanas y bizantinas. Los bizantinos construyeron la fortaleza y la llamaron Asprocastron (en griego antiguo: Ασπρόκαστρον).
El territorio dacio fue conquistado en el año 105 por Trajano para establecer la romana provincia de Dacia, y llamaron a la ciudad Alba Julia.  Más tarde, conocida por Album Castrum (en latín: Album Castrum, lit. 'castillo blanco') se convirtió en base de la flota romana.  Sufrió gran destrucción durante las invasiones bárbaras.

### Edad Media
En los siglos VII-XV, la ciudad llamada Bélgorod estuvo bajo el control del Imperio búlgaro, ya que era la frontera del imperio. La Crónica de Voskresensk enumera a Bélgorod "en la desembocadura del Dniéster, sobre el mar" entre las ciudades controladas por la Rus de Kiev.
En el siglo XIII, Ákkerman estaba controlado por los cumanos, un grupo tártaros, quienes martirizaron entre 1230 y 1232 a san Juan el Nuevo.  Moncastro se convirtió en un centro de actividad comercial genovesa desde aproximadamente el 1290 en adelante. El lugar cayó en manos del Segundo Imperio Búlgaro a principios del siglo XIV y a mediados de siglo era una colonia genovesa. Sfântul Ioan cel Nou (San Juan el Nuevo), patrón de Moldavia, fue martirizado en la ciudad en 1330 durante una incursión tártara. En 1391, Cetatea Alba fue la última ciudad de la ribera derecha del Dniéster en ser incorporada al recientemente establecido principado de Moldavia, y durante el siguiente siglo sería su segunda ciudad principal, el puerto principal y una importante fortaleza.
En 1420, la ciudadela fue atacada por primera vez por los otomanos, pero fue defendida exitosamente por el príncipe Alejandro I de Moldavia.
En 1484, junto a Kiliyá, la fortaleza fue el último de los puertos del Mar Negro en ser conquistado por los otomanos. El príncipe moldavo Esteban el Grande fue incapaz de salir en su defensa, ya que estaba bajo amenaza de una invasión polaca. La ciudadela se rindió cuando los otomanos afirmaron que habían logrado un acuerdo con el príncipe Esteban, y prometieron dar un paso seguro a los habitantes y sus pertenencias; sin embargo la mayoría de los residentes fueron masacrados. Más tarde, los intentos de Esteban el Grande de restablecer su gobierno sobre la zona fueron infructuosos. Posteriormente Cetatea Albă fue una base desde donde los otomanos pudieron atacar Moldavia apropiadamente. En 1485 los tártaros partieron desde esta ciudad para fundar Pazardzhik en Bulgaria.

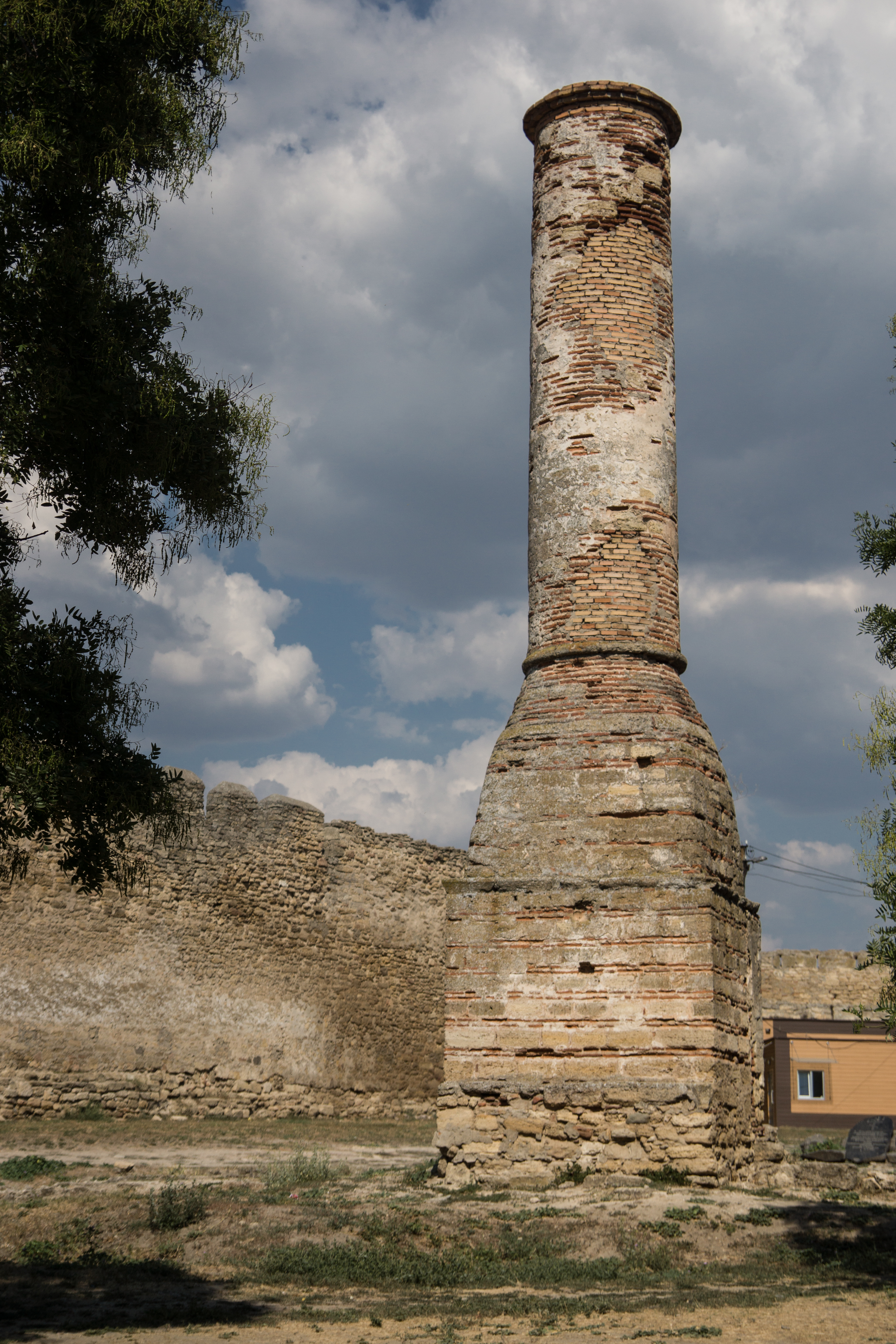
Antiguo minarete de la mezquita de Akkermán

En el siglo XV, el puerto tuvo mucho tráfico comercial y se utilizó con frecuencia para el tráfico de pasajeros entre Europa central y Constantinopla. Entre los viajeros que pasaron por la localidad se encontraba Juan VIII Paleólogo. Tras la caída de Constantinopla ante los otomanos en 1453, el sultán Mehmed II trajo colonos de Asprokastron para repoblar la ciudad.
Se estableció como la fortaleza de Akkermán, parte del sistema defensivo otomano contra Polonia-Lituania y más tarde contra el Imperio ruso. Los judíos caraítas vivieron en la ciudad desde el siglo XVI, algunos incluso afirman la existencia de judíos jázaros en la ciudad ya en el siglo X. Las principales batallas entre otomanos y rusos fueron peleadas cerca de Akkermán en 1770 y 1789. Rusia conquistó la ciudad en 1770, 1774 y 1806, pero fue devuelta luego de concluir las hostilidades. No fue incorporada a Rusia sino hasta 1812, junto con el resto de Besarabia, en la gobernación del mismo nombre.

### SigloXIX
El 25 de septiembre de 1826, Rusia y los otomanos firmaron aquí el Tratado de Akkerman que estipulaba la frontera turco-rusa en Asia, garantizaba la libre navegación rusa en el mar Negro, e imponía que los hospodares de Moldavia y Valaquia debían ser elegidos por sus respectivas asambleas por un período de siete años, con la aprobación de ambas potencias. El 20 de diciembre de 1827, el sultán Mahmut II anunció la anulación del Tratado de Akkerman, que fue una de las razones del inicio de la guerra ruso-turca de 1828-1829.  Después del armisticio, las principales disposiciones del Tratado de Akkerman en forma ampliada se incluyeron en el tratado de Adrianópolis de 1829.

### SigloXX

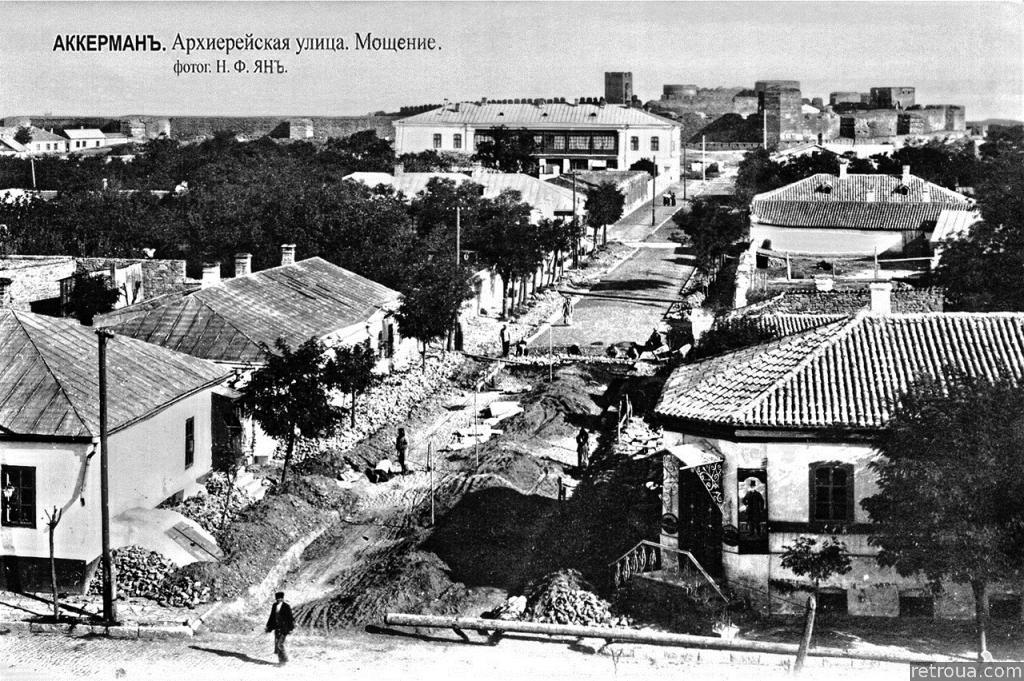
Akkermán en 1890

El 2 de enero de 1916, la ciudad se conectó a la red ferroviaria con la apertura del ferrocarril Odesa-Akkermán. Aprovechando la revolución rusa de 1917, Akkerman estuvo alternativamente bajo el control de la República Popular Ucraniana y de tropas leales al gobierno de la Rusia soviética. La región fue ocupada por el ejército rumano en medio de la desintegración del Imperio ruso en 1918. La ahora llamada Cetatea Alba se convirtió, junto con el resto de Besarabia, en una parte del reino de Rumanía entre 1918 y 1940. En el período de entreguerras, los proyectos apuntaron a expandir la ciudad y la construcción de un puerto fue estudiada. 
Rumanía cedió la ciudad a la Unión Soviética tras el ultimátum soviético por ocupación soviética de Besarabia y el norte de Bucovina y los rumanos de la ciudad fueron deportados a Kazajistán. Sin embargo, el lugar fue recapturado en 1941, durante la invasión de la Unión Soviética por parte de las fuerzas del Eje en el transcurso de la Segunda Guerra Mundial. Los judíos de la ciudad fueron deportados a la gobernación de Transnistria, donde muchos murieron. La ciudad permanecería en manos nacionalsocialistas hasta 1944, cuando el avance del Ejército Rojo sobre Odesa no les dejó sino la ruta a Akkermann como escape.
Los soviéticos dividieron Besarabia y sus sectores australes (incluyendo Bélgorod) formando parte de la RSS de Ucrania. En 1999, Bélgorod del Dniéster celebró su 2500 aniversario y la Unesco reconoció la ciudad como una de las más antiguas del mundo.

### SigloXXI
A principios de la década de 2000, la ciudad continuó su desarrollo en el campo del turismo, y la fortaleza de Akkermán se convirtió en una atracción popular en el sur de Ucrania. La industria del vino se está desarrollando activamente en la ciudad y sus alrededores, con la fundación de varias plantaciones y destilerías.
Hasta el 18 de julio de 2020, Bélgorod del Dniéster sirvió como ciudad de importancia regional. El estatus fue abolido en julio de 2020 como parte de la reforma administrativa de Ucrania, que redujo el número de raiones del óblast de Odesa a cinco. La ciudad se fusionó con el raión de Bílhorod-Dnistrovski, siendo su capital.

## Geografía
La ciudad está ubicada en la ribera derecha del limán del Dniéster (en el estuario del Dniéster a la cabeza del mar Negro), 45 km al suroeste de Odesa. Bélgorod del Dniéster se encuentra en la región histórica de Budyak de Besarabia.

### Clima
Bélgorod del Dniéster tiene un clima continental húmedo.
| Parámetros climáticos promedio de Bélgorod del Dniéster | Parámetros climáticos promedio de Bélgorod del Dniéster | Parámetros climáticos promedio de Bélgorod del Dniéster | Parámetros climáticos promedio de Bélgorod del Dniéster | Parámetros climáticos promedio de Bélgorod del Dniéster | Parámetros climáticos promedio de Bélgorod del Dniéster | Parámetros climáticos promedio de Bélgorod del Dniéster | Parámetros climáticos promedio de Bélgorod del Dniéster | Parámetros climáticos promedio de Bélgorod del Dniéster | Parámetros climáticos promedio de Bélgorod del Dniéster | Parámetros climáticos promedio de Bélgorod del Dniéster | Parámetros climáticos promedio de Bélgorod del Dniéster | Parámetros climáticos promedio de Bélgorod del Dniéster | Parámetros climáticos promedio de Bélgorod del Dniéster |
| Mes                                                     | Ene.                                                    | Feb.                                                    | Mar.                                                    | Abr.                                                    | May.                                                    | Jun.                                                    | Jul.                                                    | Ago.                                                    | Sep.                                                    | Oct.                                                    | Nov.                                                    | Dic.                                                    | Anual                                                   |
| ------------------------------------------------------- | ------------------------------------------------------- | ------------------------------------------------------- | ------------------------------------------------------- | ------------------------------------------------------- | ------------------------------------------------------- | ------------------------------------------------------- | ------------------------------------------------------- | ------------------------------------------------------- | ------------------------------------------------------- | ------------------------------------------------------- | ------------------------------------------------------- | ------------------------------------------------------- | ------------------------------------------------------- |
| Temp. máx. media (°C)                                   | 1.5                                                     | 2.1                                                     | 5.9                                                     | 12.9                                                    | 19.1                                                    | 23.5                                                    | 25.9                                                    | 25.5                                                    | 21.2                                                    | 15.1                                                    | 8.9                                                     | 4.4                                                     | 13.8                                                    |
| Temp. media (°C)                                        | -1.1                                                    | -0.4                                                    | 3.1                                                     | 9.6                                                     | 15.6                                                    | 19.7                                                    | 21.9                                                    | 21.5                                                    | 17.3                                                    | 11.6                                                    | 6.1                                                     | 1.8                                                     | 10.6                                                    |
| Temp. mín. media (°C)                                   | -3.7                                                    | -2.9                                                    | 0.4                                                     | 6.4                                                     | 12.1                                                    | 16.0                                                    | 17.9                                                    | 17.5                                                    | 13.5                                                    | 8.2                                                     | 3.4                                                     | -0.7                                                    | 7.3                                                     |
| Precipitación total (mm)                                | 35                                                      | 36                                                      | 27                                                      | 31                                                      | 39                                                      | 48                                                      | 49                                                      | 36                                                      | 38                                                      | 25                                                      | 38                                                      | 42                                                      | 444                                                     |
| Fuente: Climate-Data.org                                |                                                         |                                                         |                                                         |                                                         |                                                         |                                                         |                                                         |                                                         |                                                         |                                                         |                                                         |                                                         |                                                         |

## Demografía
La evolución de la población de Bélgorod del Dniéster entre 1897 y 2022 fue la siguiente:
| 28 258                                                        | 34 500 | 24 998 | 38 400 | 21 832 | 32 928 | 46 795 | 51 890 | 51 034 | 50 086 | 50 246 | 49 727 | 48 967 | 47 727 |
| (Fuente: Cities & Towns of Ukraine y UKRAINE: Größere Städte) |        |        |        |        |        |        |        |        |        |        |        |        |        |

Según el censo de 2001, el 63% de la población son ucranianos, el 28% son rusos y el resto de minorías son principalmente búlgaros de Besarabia (4%) y rumanos (2%). En cuanto al idioma, la lengua materna de la mayoría de los habitantes, el 54%, es el ruso; del 42%, el ucraniano; del 1,6%, el búlgaro; 1,3%, el rumano.
En 1897, vivían en la ciudad 5.613 judíos (19,9% de la población total). Durante un pogromo en 1905, ocho judíos que vivían en la ciudad fueron asesinados. Durante la Segunda Guerra Mundial, la mayoría de los judíos que vivían en la ciudad huyeron a la cercana Odesa, donde luego fueron asesinados en el Holocausto. Los 800 judíos que quedaron en la ciudad fueron asesinados a tiros en el cercano limán. Alrededor de 500 judíos de la ciudad de antes de la guerra sobrevivieron a la guerra y aproximadamente la mitad de ellos regresaron a la ciudad.
Se desconoce el momento exacto de la aparición de los armenios en Bélgorod del Dniéster, que se convirtió en una de las primeras ciudades de la Moldavia medieval donde se formó una gran comunidad armenia. Según Simeón Lejatsi, los armenios se trasladaron a Akkermán desde Ani y para. Goylav fecha los primeros testimonios de armenios en Akkerman data de los siglos XI-XIII. La formación de la comunidad armenia en Akkermán fue facilitada por el comercio internacional, en el que los armenios desempeñaban el papel de intermediarios entre Occidente y Oriente.

## Economía
Bélgorod del Dniéster es una de las ciudades industrialmente desarrolladas del óblast de Odesa en 2017, con una producción anual promedio de más de 200 millones de grivnas y 24 empresas industriales.  Durante la era soviética, sus principales giros eran el comercio del vino, el pescado, y el algodón.

## Infraestructura

### Transporte
Bélgorod del Dniéster tiene una estación de ferrocarril y un puerto. Hasta diciembre de 2017 funcionó el tren de pasajeros Odesa-Izmaíl/Bereziné. Desde el 23 de septiembre de 2016, se puso en funcionamiento el tren rápido nocturno "Danubio" que conecta Kiev-Izmail (vía Vínnitsa, Zhmérinka y Podilsk) y el tren Bélgorod del Dniéster-Chernivtsí todavía circula. El puerto tiene capacidad para buques de río a mar de hasta 5.000 toneladas; esto es porque la limitada profundidad impide el ingreso de grandes naves.  La capacidad de procesamiento del puerto es de 3,0 millones de toneladas por año, la tasa de procesamiento simultáneo es de 5 a 6 buques.

## Personas ilustres
- Porfiriy Stamatov (1840-1925): ministro de Justicia de Bulgaria.
- Elena Cernei (1924-2000): cantante de ópera rumana.
- Nicolae Văcăroiu (1943): ex Primer ministro de Rumania y ex Presidente interino de Rumania.
- Tatiana Turanskaya (1972): política y economista transnistria, primera ministra del territorio entre 2013 y 2015.
- Vasyl Lomachenko (1988): boxeador profesional, ex campeón mundial de la OMB peso pluma.

## Galería

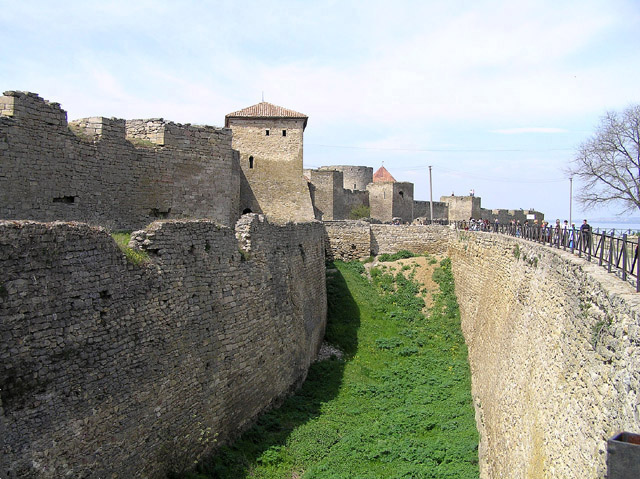
Foso de la fortaleza de Bélgorod del Dniéster
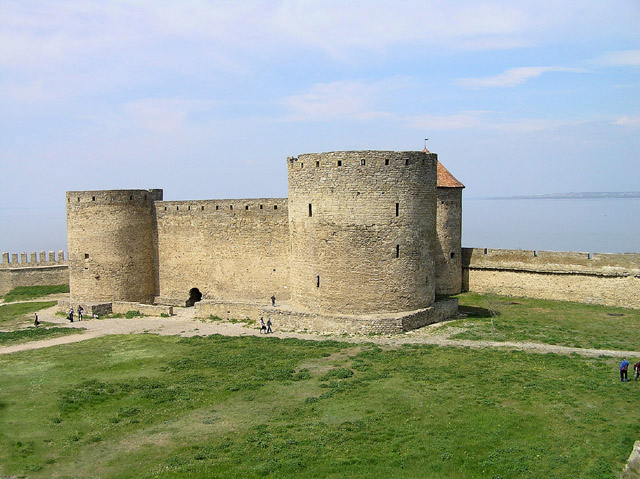
Interior de la fortaleza
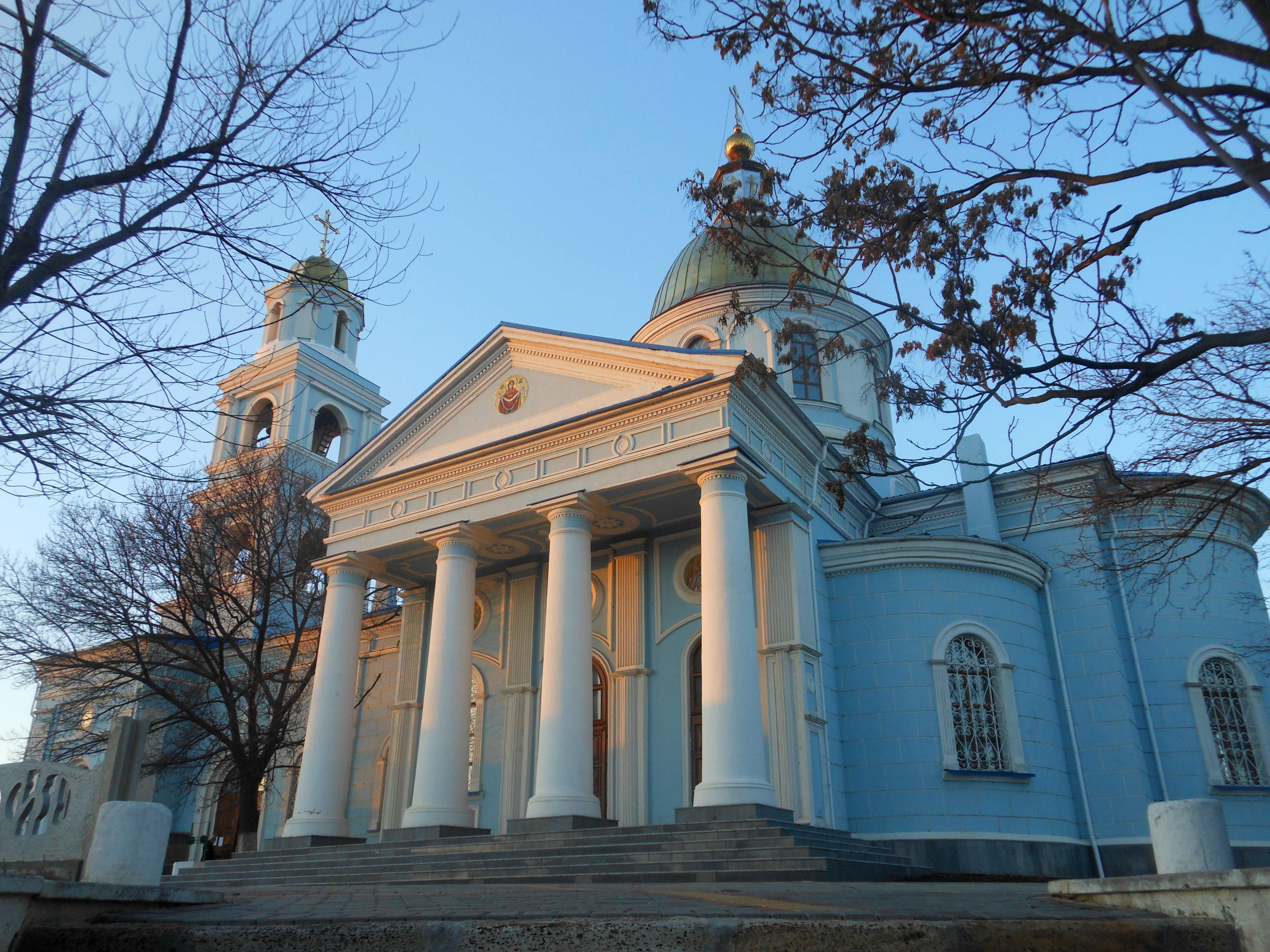
Catedral de Bíljorod del Dniéster
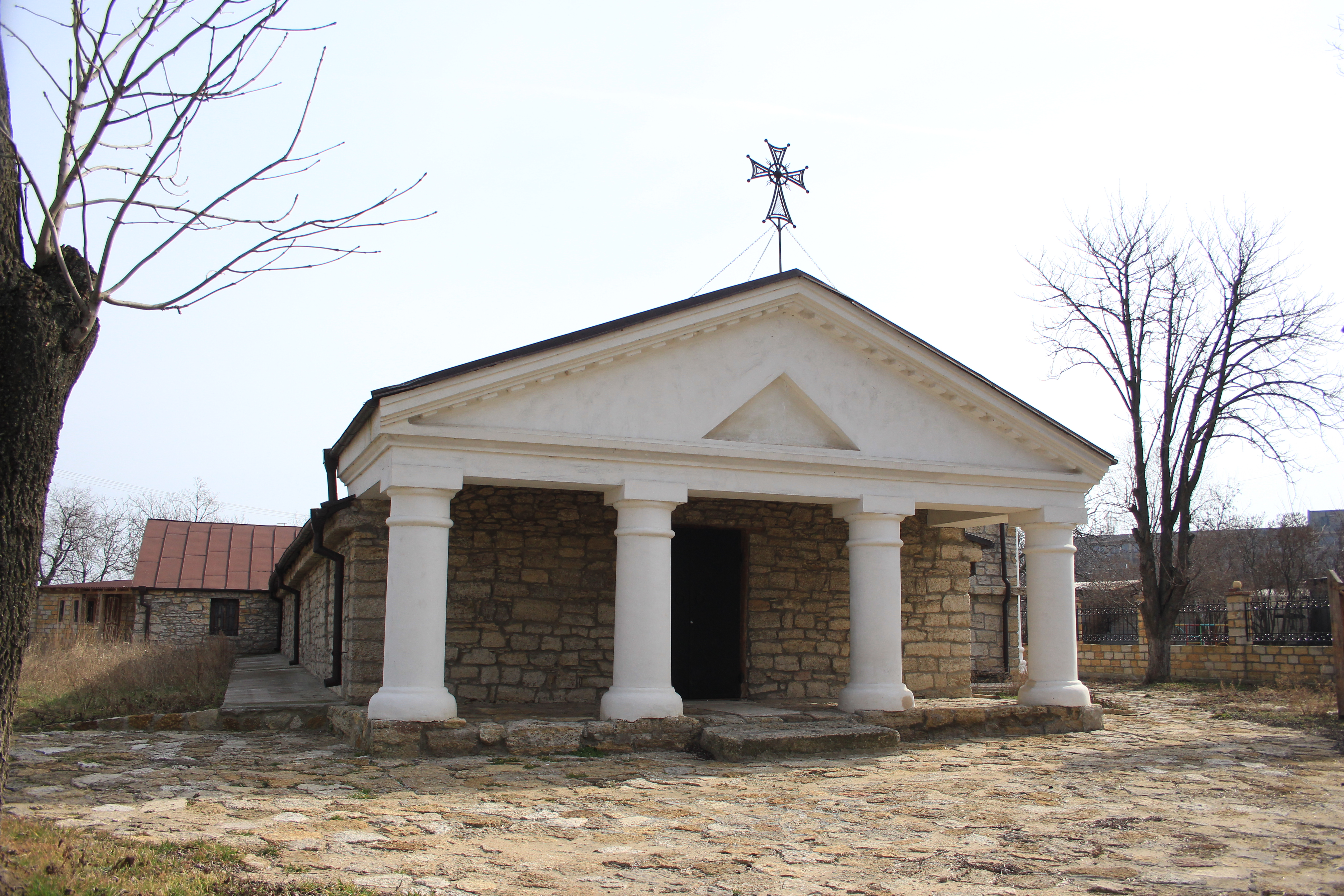
Iglesia ortodoxa armenia de Bélgorod del Dniéster
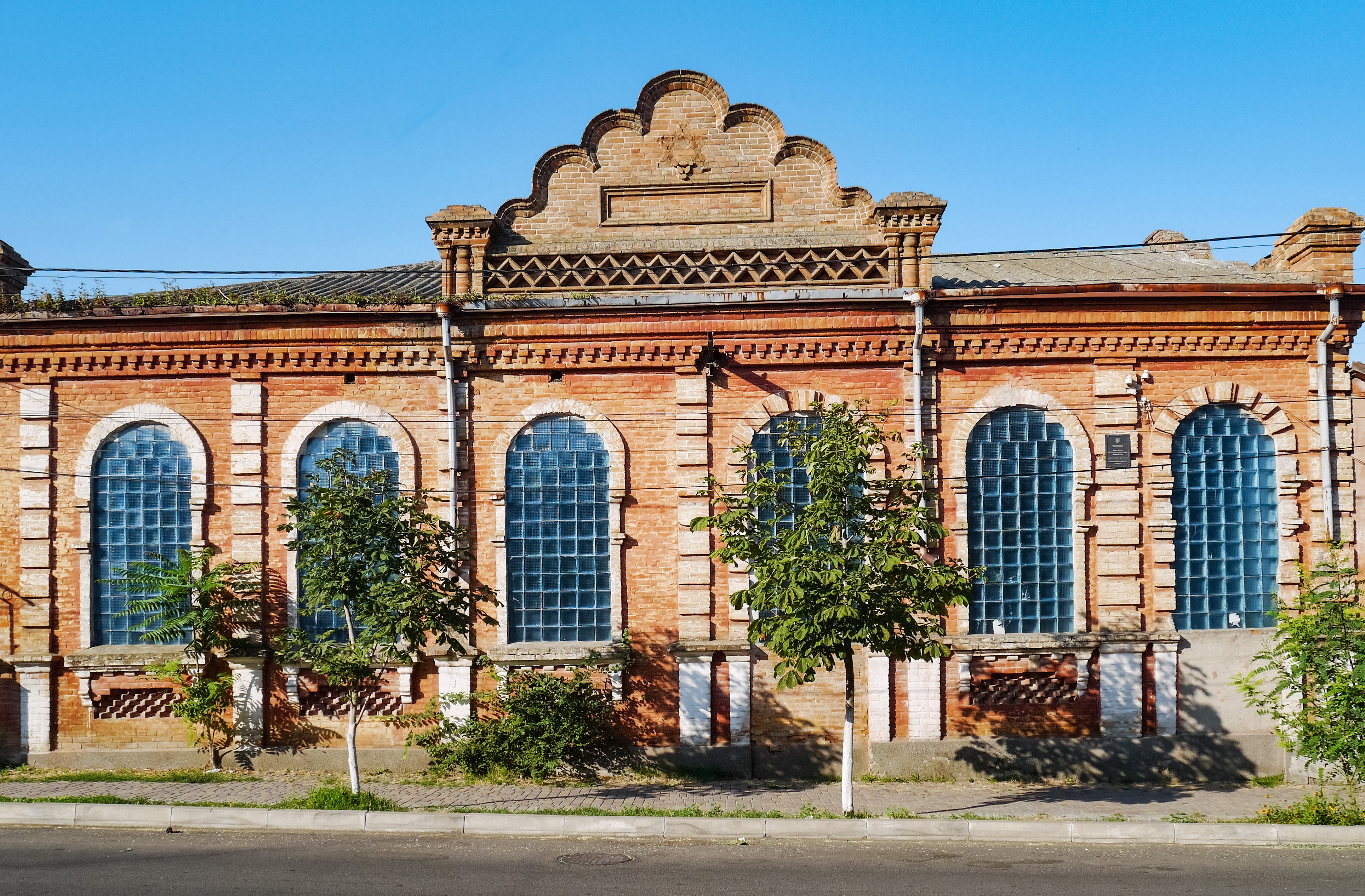
Sinagoga coral de Bélgorod

## Ciudades hermanadas
Bélgorod del Dniéster está hermanada con las siguientes ciudades:
- Echmiadzin, Armenia.
- Fethiye, Turquía.